# 凯文·扬
凯文·扬（英語：Kevin Young，1966年9月16日—），美国男子田径运动员。他曾代表美国参加1988年和1992年夏季奥林匹克运动会田径比赛，其中在1992年奥运会收获一枚金牌。